# Under Suspicion (film 1918)
Under Suspicion è un film muto del 1918 diretto da Will S. Davis.

## Produzione
Il film fu prodotto dalla Metro Pictures Corporation

## Distribuzione
Distribuito dalla Metro Pictures Corporation, uscì nelle sale cinematografiche USA il 4 febbraio 1918. Nel 1921, venne distribuito in Germania attraverso l'Universum Film (UFA) con il titolo Der schwarze Zeuge.